# Satakunta
Satakunta (phát âm tiếng Phần Lan: [ˈs̠ɑt̪ɑˌkun̪t̪ɑ]) là một vùng thuộc miền tây Phần Lan, thủ phủ đặt tại thành phố Pori – trung tâm đô thị lớn nhất của vùng. Năm 2023, vùng có dân số là 212.200  người – đứng thứ 7 ở Phần Lan và có điện tích đất liền là 7.821,14 km² (2021). Bên cạnh thủ phủ Pori, vùng còn có hai trung tâm đô thị khác là thành phố Rauma và thành phố Kankaanpää.
Vùng Satakunta tiếp giáp với:
- biển Bothnia về phía tây;
- vùng Ostrobothnia và Nam Ostrobothnia về phía bắc;
- vùng Pirkanmaa về phía đông;
- vùng Tây Nam Phần Lan về phía nam.

## Điểm dân cư
Vùng Satakunta gồm 18 khu tự quản, trong đó có 7 thành phố (tên in đậm).
| Phân vùng Bắc Satakunta: - Honkajoki (1.836) - Jämijärvi (1.997) - Kankaanpää (11.979) - Karvia (2.555) - Siikainen (1.663) | Phân vùng Pori: - Harjavalta (7.494) - Huittinen (10.618) - Kokemäki (7.923) - Merikarvia (3.303) - Nakkila (5.780) - Pomarkku (2.412) - Pori (85.427) - Ulvila (13.531) | Phân vùng Rauma: - Eura (12.406) - Eurajoki (5.924) - Rauma (39.870) - Säkylä (6.802) |